# Nébuleuse de l'Œuf pourri
Ne doit pas être confondu avec nébuleuse de l'Œuf ou Nébuleuse de l'Œuf au plat.
La nébuleuse de l'Œuf pourri (en anglais : Rotten Egg Nebula), aussi parfois appelée nébuleuse de la Calebasse (Calabash Nebula), nom technique OH 231.84 +4.22, est une protonébuleuse planétaire d'une longueur d'1,4 année-lumière et située à environ 4 200 années-lumière de la Terre dans la constellation de la Poupe.

## Nom
L'objet tient son nom de nébuleuse de l'Œuf pourri de la quantité relativement importante de soufre qu'il contient[réf. nécessaire].

## Structure
De violentes collisions de gaz qui ont produit des fronts de choc dans une étoile mourante sont visibles sur une nouvelle image détaillée prise par le télescope spatial Hubble de la NASA.
Les parties les plus denses de la nébuleuse sont composées de matériau récemment éjecté par l'étoile centrale et accéléré dans des directions opposées. Ce matériau, visible en jaune sur l'image, s'éloigne du centre à une vitesse atteignant 1,5 million de kilomètres par heure. La plus grande partie de la masse initiale de l'étoile est désormais comprise dans cette structure gazeuse bipolaire.
Une équipe d'astronomes espagnols et américains se sont servis du télescope spatial Hubble pour étudier la façon dont le flux de gaz affecte le matériau environnant, en bleu sur l'image. Selon eux, ce type d'interactions domine le processus de formation dans les nébuleuses planétaires. En raison de la grande vitesse du gaz, des arcs de choc se forment et chauffent le milieu environnant. Bien que des simulations informatiques aient prédit l'existence et la structure de tels chocs, ces simulations n'ont pas encore été confirmées par les observations actuelles.
Cette nouvelle image de Hubble a été prise en utilisant des filtres qui ne laissent passer que la lumière correspondant à l'hydrogène à l'azote ionisés. Les astronomes ont pu distinguer les parties les plus chaudes du gaz par les violents chocs et ils ont trouvé qu'elles ont une forme complexe de double bulle. Les couleurs brillantes jaune orangé sur la photo montrent comment le gaz dense et rapide s'échappe de l'étoile, tel des balles supersoniques traversant un milieu en directions opposées.
L'étoile centrale est pour sa part cachée par la bande de poussières au centre.
La plus grande partie du courant de gaz observé aujourd'hui semble provenir d'une accélération soudaine survenue il y a seulement environ 800 ans. D'après les astronomes, la nébuleuse de l'Œuf pourri deviendra une nébuleuse planétaire pleinement développée d'ici un millier d'années, comme un papillon sortant de sa chrysalide.